# Scorbé-Clairvaux
Scorbé-Clairvaux is een gemeente in het Franse departement Vienne (regio Nouvelle-Aquitaine) en telt 2123 inwoners (1999). De plaats maakt deel uit van het arrondissement Châtellerault.

## Geografie
De oppervlakte van Scorbé-Clairvaux bedraagt 22,9 km², de bevolkingsdichtheid is 92,7 inwoners per km².
De onderstaande kaart toont de ligging van Scorbé-Clairvaux met de belangrijkste infrastructuur en aangrenzende gemeenten.

## Demografie
Onderstaande figuur toont het verloop van het inwonertal (bron: INSEE-tellingen).